# Perroquet de Meyer
Poicephalus meyeri
Espèce
Statut de conservation UICN

 LC  : Préoccupation mineure
Statut CITES
Le Perroquet de Meyer (Poicephalus meyeri) est une espèce d'oiseau de la famille des Psittacidae.

## Habitat et répartition

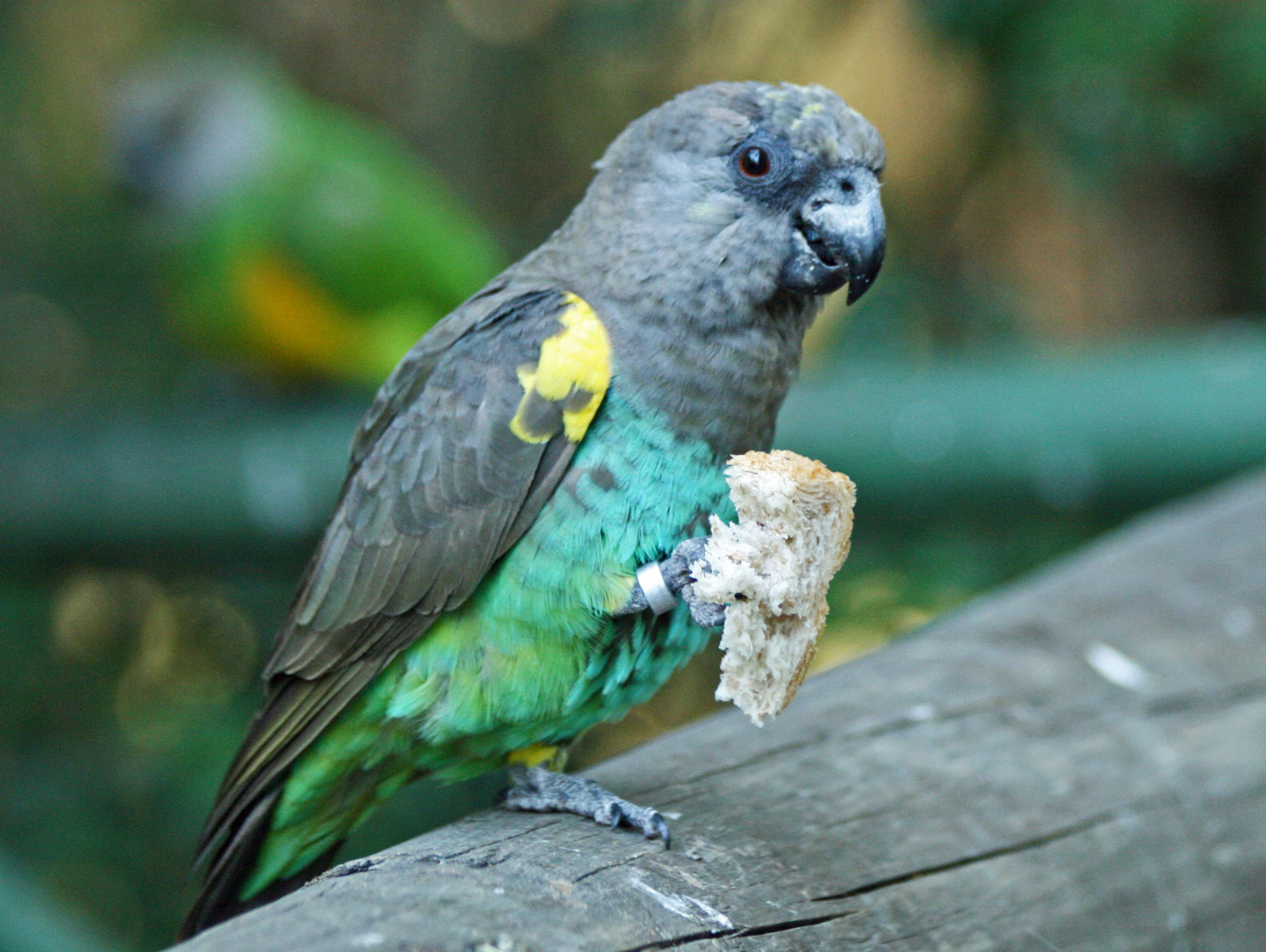

Il fréquente les régions riveraines et boisées.

Son aire s'étend notamment sur le miombo et le centre-est du continent africain.

## Mensurations
Il mesure 21-25 cm pour un poids de 100 à 165 g.

## Alimentation
Il se nourrit de fruits de grands arbres tels que Afzelia quanzensis, Melia volkensii et le figuier sycomore.